# Cabală

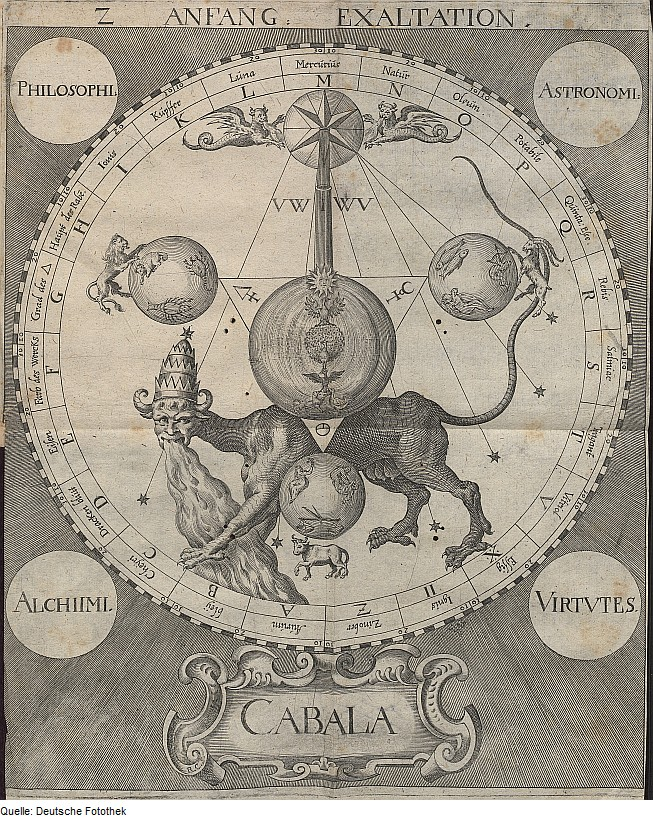

Cabala (din ebraică קַבָּלָה, însemnând „paralel/corespunzător” sau „tradiție primită”) este o metodă, disciplină și școală de gândire ezoterică, care își are originea în iudaism. În iudaism, un cabalist tradițional se numește Mekubbal (în ebraică מְקוּבָּל).
Gershom Scholem, cercetător al Cabalei din secolul al XX-lea, a susținut că „nașterea cabalei s-a produs în sudul Franței, în momentul în care acolo apăreau catarii”. De fapt, limba ebraică, considerată una din limbile sacre, a fost  dezvoltată în mod special de către și pentru cabaliști, pentru a-i ajuta să comunice despre chestiuni spirituale. Accesul larg la esoterismul Cabalei este realizat de abia la sfârșitul secolului XII, prin Cartea lui Zohar. În viziunea cabalistului Baal HaSulam, însemnătatea vieții este „revelarea Dumnezeirii Sale către creaturile sale în această lume”. Deci, mai mult decât în orice tradiție, în Cabala, care este mult mai abstractă și mai cifrată, revelarea Sinelui este o chestiune de dăruire din partea Divinității către om, atunci când acesta s-a corectat, iar omul e cel care primește, datorită trezirii ființei prin studierea înțelepciunii Cabalei.
Sinele în Cabala este chiar Dumnezeu manifestat în om, și are un corespondent în inima spirituală. Trezirea punctului din inimă și apoi împlinirea completă a acestui punct până la desăvârșire, este scopul pe calea spirituală a Cabalei.

## Metode de revelare a Sinelui
Ceea ce trebuie să facă aspirantul la revelarea Sinelui pe această cale este să merite revelarea. Pentru aceasta, el trebuie să studieze texte autentice cabalistice (un bărbat trebuie să studieze cel puțin trei ore pe zi obligatoriu, dar femeia nu neapărat, pentru că se presupune că natura feminină este înclinată spre evoluție spirituală) și să muncească mult în interiorul său, prin conștientizare și iubire. Acestea, studiul și munca, vor conduce pe aspirant la corectare, ceea ce înseamnă refacerea drumului înapoi prin cele cinci lumi subtile ,superioare acestei lumi, către Creator și Lumina acestuia Veșnică. Munca interioară trebuie să vină cu împrejurări potrivite: profesori, cărți (și Biblia este considerată carte cabalistică) și grupul spiritual. Se caută astfel unirea cu Creatorul, care în ebraică se numește Boreh și care provine de la alți doi termeni ebraici: bo care înseamnă „vino” și re'reh care înseamnă „vazi”. Deci, cuvântul Creator este o invitație personală de a experimenta lumea spirituală. Creatorul în această tradiție este una cu Natura, cu legea dragostei.
Cărțile de Cabala autentice, fără explicații, sunt la fel de cifrate ca și textele alchimice. Un neinițiat nu ar înțelege nimic, decât ar citi o poveste frumoasă, însemnătatea spirituală rămânându-i ocultată. De exemplu, în știința Cabala, Egipt înseamnă ego, Israel vine de la cuvintele ebraice Ishhar-lael, care înseamnă direct către Dumnezeu, cel care are dorință să ajungă la Boreh, muntele Sinai este egoismul nostru pe care trebuie să îl surmontăm etc.
De menționat faptul că această tradiție este una religioasă, cum și Yoga este, și nu este o știință ci o metodă care ne ajută să ne schimbăm natura de a dori și de a primi în natura de a dărui.

## Etape pe calea revelării Sinelui în tradiția Cabala
Prima etapă pe calea spirituală cabalistică este conștientizarea punctului din inimă (se referă la dorința unică spirituală). De aici începe căutarea și găsirea tradiției potrivite ființei respective, care să îi reveleze Adevărul. Noi suntem considerați dorințe de a primi pentru a primi. Prin evoluție, se ajunge să se depășească egoismul și să se transforme dorința din inimă de a primi pentru a primii în dorință de a dărui necondiționat și în cele din urma a ajunge în starea finală numită Ahava („iubire”) a primi pentru A dărui (a dărui Creatorului) stare numită si Gmar haTikun - Corectarea Finală.
Există o altă etapă pe calea aceasta: conștientizarea deplină a egoismului din noi. Nu se neagă și nu se luptă împotriva tendințelor așa-zise inferioare ca în alte tradiții, ci se urmărește conștientizarea deplină a tuturor tendințelor egoiste, până când, în punctul culminant, apare dorința de a fi ajutați de Creator pentru a depăși egoismul.
Sinele este calitatea pe care ar trebui să o capete creatura, de a fi asemenea naturii, altruist. Punctul în inimă este caracteristic fiecărei ființe umane și reprezintă însăși dorința de spiritualitate. Trebuie ca ființa umană să-și dezvolte acel punct în inimă către o dorință reală de a primi pentru a dărui. Dar nu orice punct din inimă e trezit dintr-odată din cauza dorințelor de mâncare, sex, bani sau cunoaștere. Etapa următoare este așadar dezvoltarea punctului din inimă, iar atunci când în inimă nu mai există decât dorința spirituală, atunci adeptul este deplin înclinat corectării egoismului, ceea ce corespunde revelării Sinelui.
Dar, se spune că în timpurile noastre nu se poate ajunge la desăvârșire decât prin comuniune cu ceilalți, prin conștientizarea deplinei interconectări între toți și a sufletului comun. Există patru etape de la trezirea punctului în inimă până la deplina lui dezvoltare: 
1. Dubla ascundere;
2. Ascunderea;
3. Revelația;
4. Dubla revelație.

După ascundere urmează încă 125 de trepte până la revelare și dubla revelare.

## Viziunea asupra realității prin prisma Sinelui revelat
În primul rând, dispare iluzia, manifestare a conștiinței caracteristică tuturor tradițiilor spirituale comentate în această lucrare. Și se percepe interconectarea și faptul că tot ceea ce există în viața exterioară oglindește de fapt interiorul. Înțelepciunea Cabala nu este interesată într-atât de aspectele percepțiilor paranormale, ci de trăirea iubirii universale și a fraternității încă din etapele anterioare revelării Sinelui

## Etape ulterioare revelării Sinelui
Se presupune că Sinele individual nu se poate revela decât prin lucru în grup și în mod deplin atunci când toți oamenii vor atinge acest nivel spiritual. Există profesori de Cabala eliberați de egoism, se spune, însă în 230 de ani se spune că întreaga umanitate va trăi și în lumea aceasta și în cea spirituală, va trece MACHSOM-ul, adică va depăși bariera, ecranul care se interpune între lumea noastră și cea spirituală.
Trebuie însă parcursă scara spirituală, adică prin libera alegere să ne întoarcem către Lumina Supremă a Creatorului, la stadiul în care am fost creați dintru început și să lucrăm la trezirea conștiinței celorlalți, pentru că planul Creației nu poate fi terminat decât atunci când fiecare persoană de pe acest Pământ va atinge cel mai înalt nivel spiritual și astfel toată umanitatea să se unească într-un singur suflet corectat independent, care este numit în cărțile sacre ale Cabalei Adam ha Rishon.